# Váli
Váli è una divinità della mitologia norrena, figlio di Odino e di Rindr. 

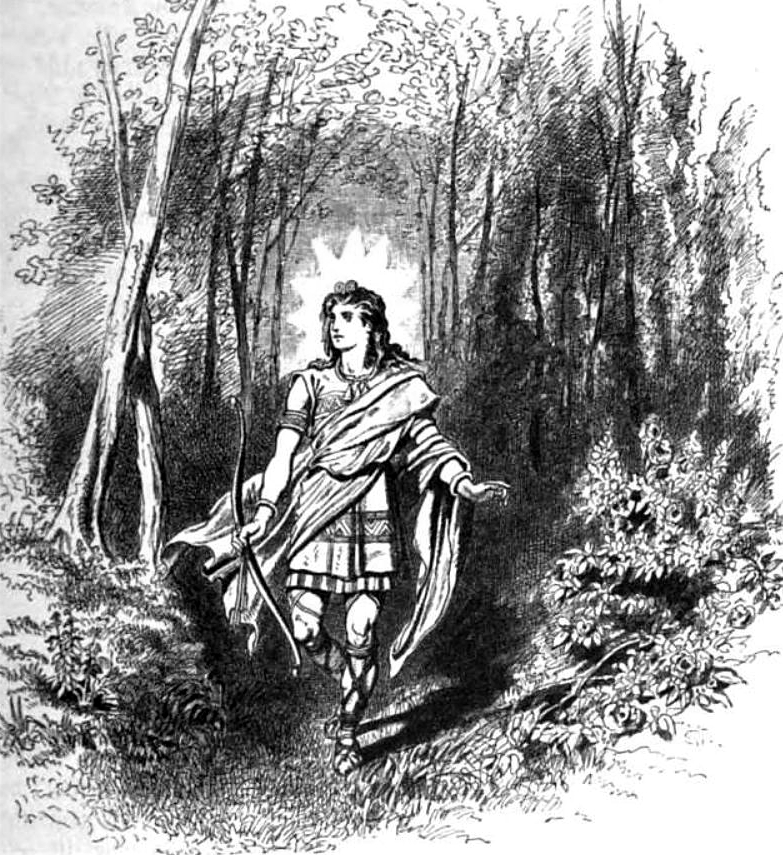
Illustrazione di Vali a opera di Emil Doepler

È figlio di Odino, nato, a seconda delle versioni, dall'unione con o dallo stupro di Rindr, con l'unico scopo di uccidere Höðr per vendicarsi dell'uccisione inconsapevole di Baldr. Infatti, a Odino era stato profetizzato che solo un figlio suo nato da Rindr avrebbe potuto vendicare Baldr. Váli divenne adulto il giorno stesso della sua nascita e uccise Höðr quello seguente. A differenza della maggior parte del pantheon norreno, sopravvisse a  Ragnarǫk.
Viene menzionato più volte nel Gylfaginning, la prima parte dell'Edda in prosa di Snorri Sturluson, nel canto 36:
(Snorri Sturluson - Edda in prosa - Gylfaginning XXX)
Viene anche menzionato nel canto 53:
(Snorri Sturluson - Edda in prosa - Gylfaginning LIII)
Nello stesso canto Snorri fa anche una citazione dal Vafþrúðnismál 51:
"Víðarr ok Váli

byggia vé goða,

þá er sloknar Surtalogi,

Móði ok Magni

skolo Miöllni hafa

Vingnis at vígþroti."»
"Víðarr e Váli

abitano i santuari degli dèi

quando si spegnerà la fiamma di Surtr.

Móði e Magni

possederanno il Mjöllnir

di Vingnir, alla fine delle battaglie e fui poi data al padre."»
(Edda poetica - Vafþrúðnismál - Il discorso di Vafþrúðnir LI)
Si parla del suo compito di uccidere Höðr anche nella Vǫluspá 33: 
né höfuð kembði,

áðr á bál of bar

Baldrs andskota.»
né si pettinò il capo

finché non trascinò sul rogo

il nemico di Baldr.»
(Edda poetica - Völuspá - Profezia della Veggente)
Nel canto successivo si parla del gigante Vali, figlio di Loki, il quale venne trasformato in lupo dagli dèi e sbranò il fratello Narfi. Con gli intestini di Narfi, gli dèi trassero i lacci con cui Loki venne legato. Sigyn, sposa di Loki, gli rimase accanto. 
Loki ricevette questa punizione per l'uccisione di Baldr e altri numerosi scherzi che il dio fece agli Æsir.
Così è scritto nella Völuspá 34: 
vígbönd snúa

heldr váru harðgör

höpt ór þörmum.]»
con ceppi di battaglia.

Molto vennero stretti

i lacci di budello.]»
(Edda poetica - Völuspá - Profezia della Veggente)